# Georg Werner
Georg Werner (n. 8 aprilie 1904, Stockholm, Suedia-Norvegia – d. 26 august 2002, Stockholm, Suedia) a fost un înotător ce a reprezentat Suedia, medaliat olimpic. A participat la o ediție a Jocurilor Olimpice (1924) în care a câștigat o medalie de bronz.

## Participări
Lista de mai jos prezintă principalele competiții la care a participat Georg Werner de-a lungul carierei.
- swimming at the 1924 Summer Olympics – men's 4 × 200 metre freestyle relay[*]